# فتحي الشقاقي
 فتحي إبراهيم عبد العزيز الشقاقي (ولد في مخيم الشاطئ بمدينة غزة 4 كانون الثاني 1951 - 26 تشرين الأول 1995) مؤسس حركة الجهاد الإسلامي في فلسطين، اغتاله الموساد الإسرائيلي في مالطا.

## حياته وأهله
هو فتحي إبراهيم عبد العزيز محمد أوحيدة الشقاقي. ابن عائلة الشقاقي المعروفة في ترهونة الليبية من قبيلة مرغنة. وكان جده الأكبر ويدعي (محمد أوحيدة الشقاقي) يعمل فلاحا، ولد في ريف بلدة ترهونة وعاش بها إلى أن قام الأتراك بتجنيده شابا يافعا ضمن لواء الإسكندرية واتجه إلى سوريا وتزوج بسيدة سورية تُدعى سارة ثم ذهب إلى قرية زرنوقة بقضاء الرملة بفلسطين والتي استقر بها وأنجب عائلة الشهيد. الدكتور فتحي من مواليد مخيم الشاطئ بمدينة غزة 4-1-1951م حيث هجرت الأسرة إلى غزة عام 1948. ولد فتحي لعائلة فقيرة حيث عمل والده عاملاً في صحراء سيناء، ونشأ في وسط عائلي محافظ وأسرة متدينة تلتزم بالمجال الديني والشعائري، فقد كان والده الابن الوحيد لإمام القرية. فقد الشقاقي أمه وهو في الخامسة عشرة من عمره ليشب بعدها يتيما. درس في جامعة بير زيت بالضفة وتخرج من دائرة الرياضيات، وعمل لاحقا في سلك التدريس بالقدس في المدرسة النظامية ثم في مدرسة الأيتام. وفي أثناء عمله درس مرة أخرى الشهادة الثانوية لرغبته الشديدة في دراسة الطب، حيث التحق بكلية الطب- جامعة الزقازيق 1974. وبعد تخرجه عمل طبيبا بمستشفى فيكتوريا بالقدس وبعد ذلك عمل طبيبا للأطفال في قطاع غزة. قاد كفاحا مريرا ضد الاحتلال، اعتقل في فلسطين أكثر مـن مرة عام 1983 و 1986 ثم أُبعد في أغسطس 1988 إلى لبنان بعد اندلاع الانتفاضة في فلسطين واتهامه بدورٍ رئيس فيها. وفي مصر تأثر بفكر الإخوان المسلمين، ثم تأثر بالثورة الإيرانية منذ بدايتها، وكان أبرز الفلسطينيين الذين دعوا إلى تبنيها كنموذج، حيث ألف كتاباً أسماه «الخميني.. الحل الإسلامي والبديل». اعتقل في عام 1979 فـي مصر بسبب تأليفه لهذا الكتاب. ومنذ ذاك الوقت كان يتنقل في بعض عواصم البلدان العربية والإسلامية. وكانت آخر أبرز تلك المحطات مسئوليته في تنفيذ عملية بيت ليد بتاريخ 1995/1/22 حيث أسفرت عن مقتل 22 عسكرياً إسرائيليا وسقوط أكثر من 108 جرحى. اغتيل على يد الموساد الإسرائيلي في مدينة «سليما» بجزيرة مالطا يوم 26 أكتوبر 1995 أثناء عودته من ليبيا أرض أجداده، وكان يحمل جواز سفر ليبي باسم إبراهيم الشاويش بعد تصعيده للكفاح المسلح داخل الأراضي الفلسطينية من منفاه. تزوج بفتحية الخياط «أم إبراهيم» ورزقه الله منها ب (خولة وإبراهيم وأسامة).

## وحدة كيدون
فيما بعد تبيّن أن ضابط الموساد حجاي هداس هو من كان وراء اغتيال فتحي الشقاقي في مالطا كما أنه خطط لمحاولة اغتيال خالد مشعل في الأردن الفاشلة، وذلك عندما كان يدير وحدة كيدون التابعة لجهاز الموساد والمكلفة بعمليات الاغتيال بالإضافة إلى أنه شغل منصب رئيس شعبة الاستخبارات العسكرية ورئاسة هيئة الأركان وله شركة أمنية خاصة مثل شركة «بلاك ووتر» مع شريك سويسري وكلفه بنيامين نتانياهو بملف الجندي جلعاد شاليط.

## التحاقه بالسياسة
كان فتحي الشقاقي قبل العام 1967 ذا ميول ناصرية، ولكن هزيمة العام 1967، أثرت تأثيراً بارزاً على توجهات، حيث قام بالانخراط في سنة 1968 بالحركة الإسلامية إلا أنه اختلف مع الإخوان المسلمين، وبرز هذا الخلاف بعد سفره لدراسة الطب في مصر عام 1974 م فأسس ومجموعة من أصدقائه حركة الجهاد الإسلامي أواخر السبعينيات. اعتقل في مصر في 1979 بسبب تأليفه لكتابه «الخميني، الحل الإسلامي والبديل»، ثم أعيد اعتقاله في 20/7/1979 بسجن القلعة على خلفية نشاطه السياسي والإسلامي لمدة أربعة أشهر. غادر مصر إلى فلسطين في 1/11/1981 سراً بعد أن كان مطلوباً لقوى الأمن المصرية.
قاد بعدها حركة الجهاد الإسلامي في فلسطين وسجن في غزة عام 1983 لمدة 11 شهراً، ثم أعيد اعتقاله مرة أخرى عام 1986 وحكم عليه بالسجن الفعلي لمدة 4 سنوات و 5 سنوات مع وقف التنفيذ: لارتباطه بأنشطة عسكرية والتحريض ضد الاحتلال الإسرائيلي ونقل أسلحة إلى القطاع" وقبل انقضاء فترة سجنه قامت السلطات العسكرية الإسرائيلية بإبعاد من السجن مباشرة إلى خارج فلسطين بتاريخ 1 أغسطس (آب) 1988 بعد اندلاع الانتفاضة الفلسطينية. تنقل بعدها الشقاقي بين العواصم العربية والإسلامية إلى أن اغتالته أجهزة الموساد الصهيوني في مالطا يوم الخميس 26/10/1995 وهو في طريق عودته من ليبيا إلى دمشق بعد جهود قام بها لدى العقيد القذافي بخصوص الأوضاع الفلسطينية على الحدود المصرية.
و يعتبر الشقاقي المسؤول العسكري لحركة الجهاد الإسلامي وينظر إلى الداعية عبد العزيز عودة على أنه الزعيم الروحي للحركة، حيث يتمتع الداعية عبد العزيز عودة بشخصية دمثة وجذابة ولديه قدرة فائقة على الوعظ والخطابة. وكان عبد العزيز عودة من الشخصيات الدينية التي تحظى بالاحترام.
و يعتبر كل من الشقاقي وعودة الزعيمين الرئيسيين لحركة الجهاد الإسلامي. ويأتي قادة الجهاد من الجيل الإسلامي الجديد، فهم شبان في الثلاثينات أو أوائل الأربعينات من العمر. وكان مؤسسو الجهاد الأوائل من أمثال الشقاقي وعودة من أصحاب الكفاءات.
وقد صدرت في القاهرة عن مركز يافا للدراسات موسوعة بأعمال فتحي الشقاقي السياسية والفكرية والثقافية تعكس شخصية فتحي الشقاقي وآرائه ومواقفه.